# Жижицкое
Жи́жицкое (устар. Жижец) — озеро в Куньинском районе на юго-востоке Псковской области.
Площадь — 57,3 км², максимальная глубина — 7,8 м, средняя глубина — 3,2 м. Второй водоём области после Псковско-Чудского озёрного комплекса.
Проточное озеро. Лещово-судачье-снетковый. Массовые виды рыб: судак, лещ, щука, плотва, окунь, густера, снеток, уклея, ерш, красноперка, сом, линь, налим, синец, карась, жерех, пескарь, вьюн, щиповка, елец, верховка, язь, угорь, минога, быстрянка, голавль, бычок-подкаменщик.
Берега озера отлогие и низкие, частью заболочены. В озере 28 островов площадью 134 га (1,34 км²). Дно неровное (нальи, ямы), в центре — ил, заиленный песок, отдельные камни, в литорали — песок, песок с галькой и камнем, камни, заиленный песок.
Через проточное озеро Жакто и реку Жижица соединяется с рекой Западная Двина.
На полуострове в северо-западной части озера находится городище древнего города Жижец.
По озеру названа жижицкая археологическая культура середины III тысячелетия до н. э. (поздний неолит).
В 1245 году близ Жижицкого озера князь Александр Невский разгромил остатки литовского войска, после того как победил его под Торопцем.
Код водного объекта в государственном водном реестре — 01020000211199000000040.